# Michelle Maylene

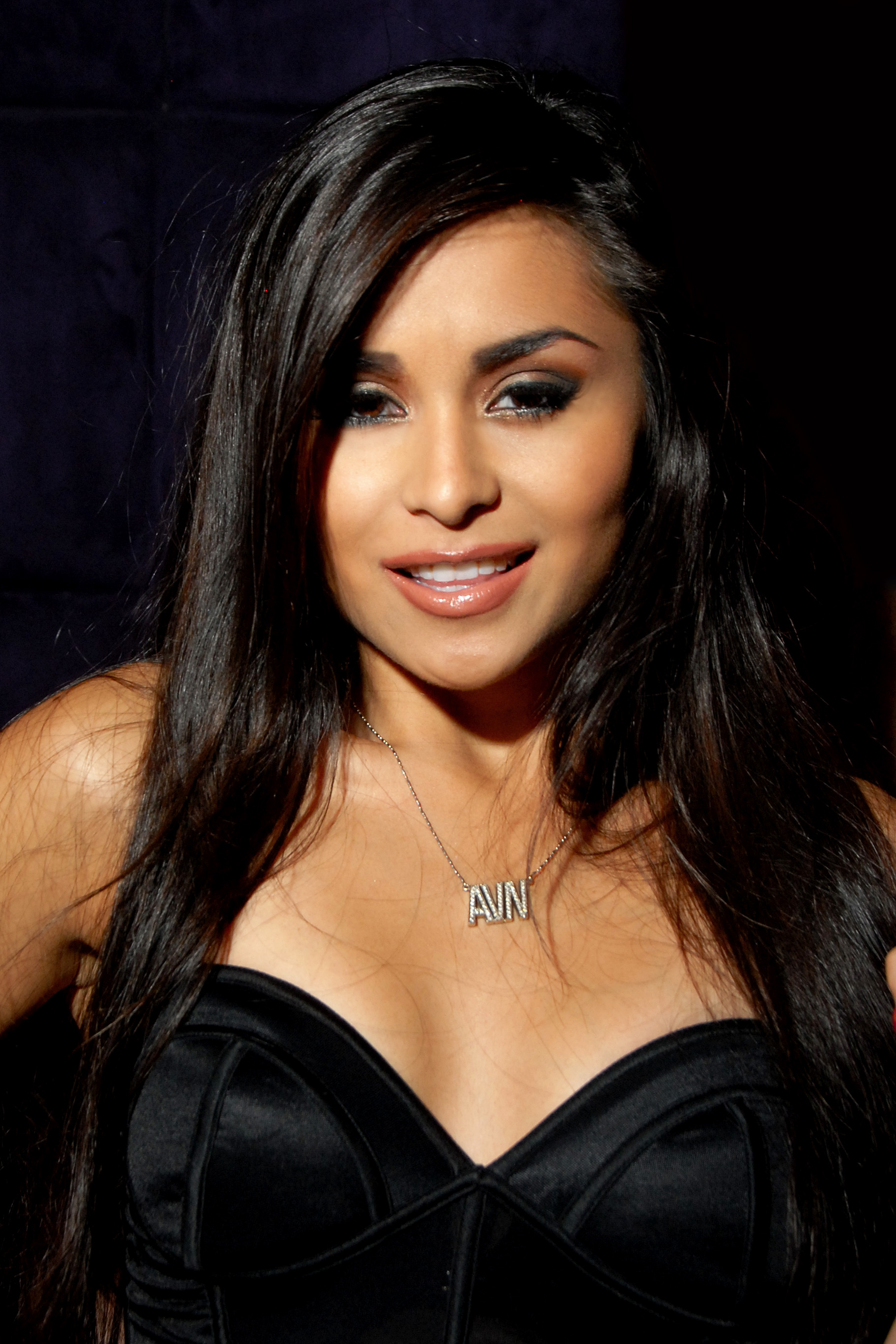
Michelle Maylene (2009)

Michelle Maylene (* 20. Januar 1987 als Michelle Paula Beique in Edwards, Kalifornien) ist eine US-amerikanische Schauspielerin, Model und ehemalige Pornodarstellerin.

## Leben
Maylenes Vater arbeitete für die United States Air Force, ihre Mutter ist hawaiianischer und philippinischer Abstammung. Bedingt durch den Beruf ihres Vaters zog sie in ihrer Kindheit mehrfach um. Sie lebte sechs Jahre in Japan, danach in den Vereinigten Staaten und mit 12 Jahren zog ihre Familie nach Kalifornien, wo sie die Desert High School besuchte. Noch während der letzten Monate ihrer Schulzeit vor dem Abschluss begann sie mit Dreharbeiten für Pornofilme.

## Karriere
In die Pornobranche kam sie durch Ciprian „Niko“ Calin. Ihre erste Szene entstand mit Scott Nails für Robby D von Digital Playground. Sie trat als Teilnehmerin bei Jenna Jamesons Show Jenna’s American Sex Star auf und erreichte in der ersten Staffel das Finale. Im Jahr 2006 beschloss sie, ihre Karriere in der Pornobranche zu beenden und als Schauspielerin in Mainstream-Filmen zu arbeiten. Auch nach ihrem Ausstieg als Pornodarstellerin hielt sie Kontakt zu der Branche. Sie arbeitete zum Beispiel als Korrespondentin für AVNlive.com. Während ihrer Pornokarriere wurde sie zweimal für einen AVN Award nominiert: 2007 als „Best New Starlet“ und 2008 als „Crossover Star of the Year“, gewann aber keine solche Auszeichnung.
Nach ersten kleineren Rollen in erotischen Fernsehfilmen und -serien wie Temptations of Lust, Sex Games Vegas oder The Erotic Traveler spielte sie im Softcore-Drama Erotic Seductions 2007 eine Hauptrolle als ‚Carrie‘. In der Fernsehserie Co-Ed Confidential spielte sie schließlich von 2007 bis 2010 als ‚Karen‘ in der Stammbesetzung mit. Sie arbeitet oft für Robert Lombard, der bei vielen Erotikfilmen als Besetzungschef mitwirkt.

## Filmografie (Auswahl)

### Pornografie
- 2005: Barely 18 25
- 2005: Teens Make You Cum the Most 2
- 2007: Andrew Blake X 1
- 2009: Not Airplane XXX: Flight Attendants

### Fernsehen
- 2006: Temptations of Lust
- 2006: Sex Games Vegas (1 Folge)
- 2007: Erotic Seductions (1 Folge)
- 2007: The Erotic Traveler (1 Folge)
- 2007: Canoga Park (1 Folge)
- 2007–2010: Co-Ed Confidential
- 2008: Sex Chronicles (1 Folge)
- 2009: Cougar School
- 2010: Twilight Vamps
- 2011: Sexual Witchcraft
- 2011: Chemistry (1 Folge)
- 2012: Sexy Assassins
- 2012: The Ropes (1 Folge)[4]
- 2012: The Teenie Weenie Bikini Squad
- 2013: CSI: Vegas (1 Folge)[5]